# Denis Dimitrow
Denis Dimitrow (bulgarisch Денис Димитров, englisch Denis Dimitrov; * 10. Februar 1994 in Montana) ist ein bulgarischer Leichtathlet, der sich auf den Sprint spezialisiert hat.

## Sportliche Laufbahn
Erste internationale Erfahrungen sammelte Denis Dimitrow im Jahr 2013, als er bei den Balkan-Hallenmeisterschaften in Istanbul im 60-Meter-Lauf in 6,76 s die Silbermedaille gewann. Anschließend gewann er bei den Junioreneuropameisterschaften in Rieti in 10,46 s die Silbermedaille über 100 Meter und belegte im 200-Meter-Lauf in 21,33 s den siebten Platz. Daraufhin siegte er bei den Balkan-Meisterschaften in Stara Sagora in 10,32 s im 100-Meter-Lauf und gewann mit der bulgarischen 4-mal-100-Meter-Staffel in 40,23 s die Silbermedaille, ehe er bei den Weltmeisterschaften in Moskau mit 10,29 s in der ersten Runde über 100 Meter ausschied. Im Jahr darauf gewann er bei den Balkan-Meisterschaften in Pitești in 10,55 s die Bronzemedaille über 100 Meter und schied anschließend bei den Europameisterschaften in Zürich mit 10,98 s im Halbfinale aus. 2015 siegte er bei den Balkan-Hallenmeisterschaften in 6,69 s über 60 Meter und erreichte anschließend bei den Halleneuropameisterschaften in Prag das Halbfinale, in dem er mit 6,66 s ausschied. Während der Freiluftsaison gewann er bei den U23-Europameisterschaften in Tallinn in 10,34 s die Silbermedaille hinter dem Italiener Giovanni Galbieri. 2016 gewann er bei den Balkan-Hallenmeisterschaften in 6,78 s die Bronzemedaille und auch bei den Freiluftmeisterschaften in Pitești sicherte er sich in 10,47 s die Bronzemedaille über 100 Meter, ehe er bei den Europameisterschaften in Amsterdam mit 10,57 s in der ersten Runde ausschied.
2017 siegte er bei den Balkan-Hallenmeisterschaften in Belgrad in 6,73 s und scheiterte anschließend bei den Halleneuropameisterschaften ebendort mit 6,82 s im Vorlauf. Anschließend gewann er bei den Balkan-Meisterschaften in Novi Pazar in 10,40 s die Bronzemedaille. Im Jahr darauf belegte er bei den Balkan-Hallenmeisterschaften in Istanbul in 6,85 s den vierten Platz, gewann dann aber bei den Freiluftmeisterschaften in Stara Sagora in 10,37 s die Silbermedaille über 100 Meter sowie in 20,92 s die Bronzemedaille im 200-Meter-Lauf. Zudem erreichte er mit der Staffel in 40,55 s Rang vier. Anfang August schied er dann bei den Europameisterschaften in Berlin mit 10,45 s über 100 Meter sowie mit 21,43 s über 200 Meter jeweils in der Vorrunde aus. 2019 schied er bei den Balkan-Hallenmeisterschaften mit 6,94 s im Vorlauf aus, wie auch bei den anschließenden Halleneuropameisterschaften in Glasgow mit 6,95 s. 2021 schied er bei den Balkan-Hallenmeisterschaften in Istanbul mit 6,87 s in der Vorrunde über 60 Meter aus und kam auch bei den kurz darauf in Toruń stattfindenden Halleneuropameisterschaften mit 6,85 s nicht über die erste Runde hinaus. 
In den Jahren von 2013 bis 2015 sowie 2017 und 2018 wurde Dimitrow bulgarischer Meister im 100-Meter-Lauf sowie 2017 und 2018 auch über 200 Meter. In der Halle siegte er von 2016 bis 2019 sowie 2021 über 60 Meter. 

## Persönliche Bestleistungen
- 100 Meter: 10,16 s (+1,5 m/s), 15. Juni 2013 in Prawez
  - 60 Meter (Halle): 6,65 s, 7. März 2015 in Prag
- 200 Meter: 20,92 s (+1,5 m/s), 21. Juli 2018 in Stara Sagora